# トーマス・エドワード・ロレンス

トーマス・エドワード・ロレンス（Thomas Edward Lawrence、1888年8月16日 - 1935年5月19日）は、イギリスの軍人、考古学者。オスマン帝国に対するアラブ人の反乱（アラブ反乱）を支援した人物で、映画『アラビアのロレンス』の主人公のモデルとして知られる。

## 生涯

### 生い立ち
トーマス・エドワード・ロレンスは1888年にウェールズのトレマドックで生まれた。父はトーマス・ロバート・タイ・チャップマン（後に第7代チャップマン準男爵となる）、母はセアラ・ロレンス。夫妻は正式な結婚ができなかったため、ロレンス姓で生活し、彼らの子供たちもこれに倣った。
1907年、オックスフォード大学ジーザス・カレッジに入学。1907年と1908年の夏には長期に渡ってフランスを自転車で旅し、中世の城を見て回った。1909年の夏にはレバノンを訪れ、1,600キロもの距離を徒歩で移動しながら、十字軍の遺跡調査をしている。1910年の卒業時には、これらの調査結果を踏まえた論文を著し、最優秀の評価を得た。
卒業後は、アラビア語の習得のためベイルートを経由してビブロスに滞在した。1911年には、恩師のデイヴィッド・ホガース博士による大英博物館の調査隊に参加し、カルケミシュで考古学の仕事に従事した。同じ頃、ガートルード・ベルと知己を得ている。
ロレンスは短期の帰国をはさんで再び中東に戻り、考古学者のレオナード・ウーリーと共にカルケミシュでの調査を続けた。同地での研究のかたわらで、ウーリーとロレンスはイギリス陸軍の依頼を受け、水源確保の点から戦略的価値が高いとされていたネゲヴ砂漠を調査し、軍用の地図を作成している。

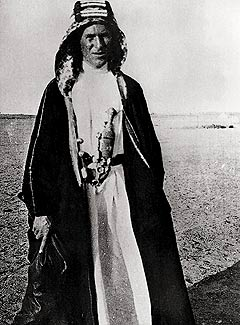
トーマス・エドワード・ロレンス

### アラビアのロレンス

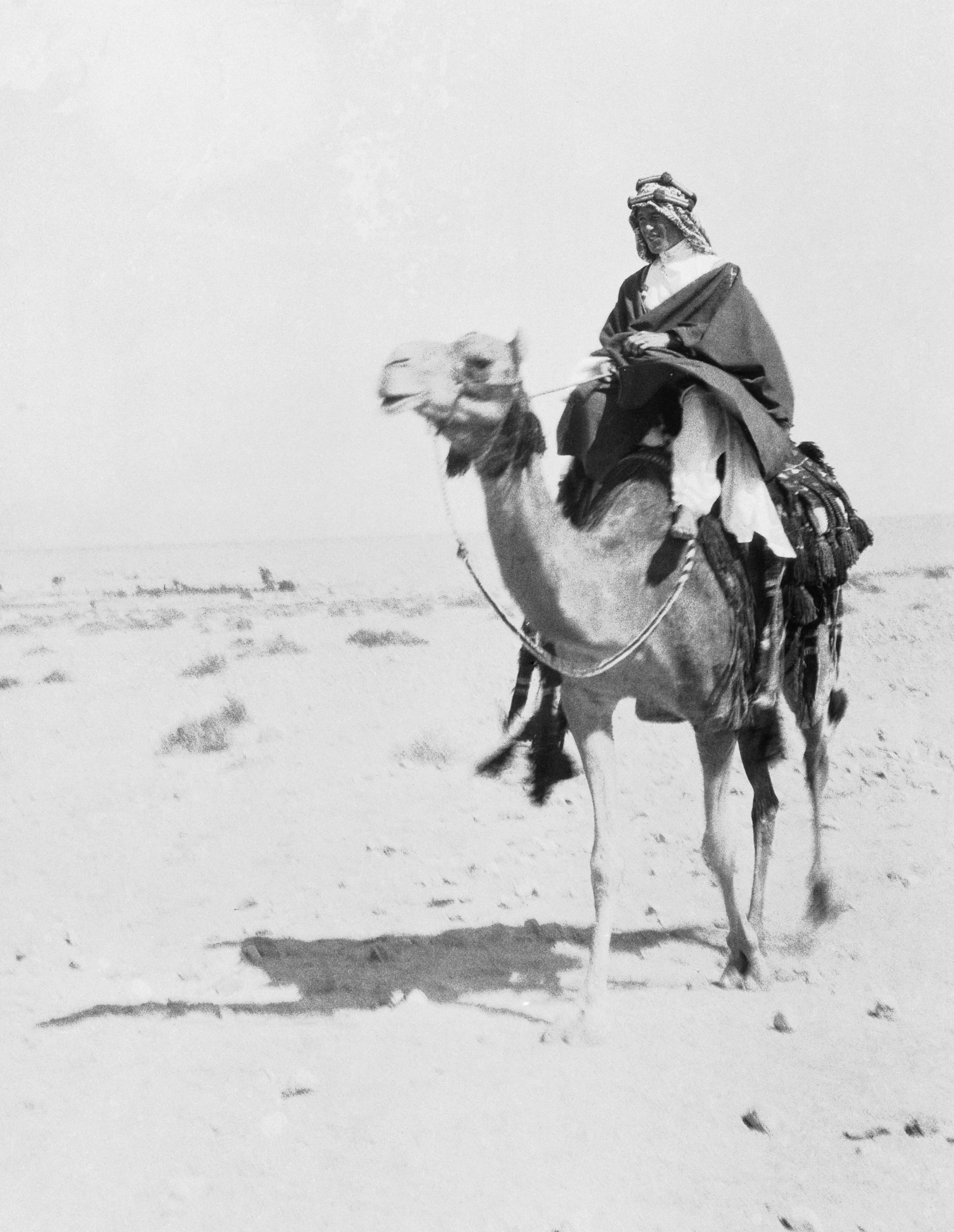
1917年、アカバにて

1914年7月、第一次世界大戦が勃発し、イギリスも連合国の一員として参戦することになった。ロレンスは同年10月に召集を受け、イギリス陸軍省作戦部地図課に勤務することになる。臨時陸軍中尉に任官された後、同年12月にはカイロの陸軍情報部に転属となり、軍用地図の作成に従事する一方で、語学力を活かし連絡係を務めるようになった。
1916年10月には、新設された外務省管轄下のアラブ局（局長はホガース）に転属され、同年3月には大尉に昇進。この間の休暇にアラビア半島へ旅行し、オスマン帝国に対するアラブの反乱の指導者候補たちに会った。
情報将校としての任務を通じて、ロレンスはハーシム家当主フサイン・イブン・アリーの三男ファイサル・イブン・フサインと接触する。ロレンスはファイサル1世とその配下のゲリラ部隊に目をつけ、共闘を申し出た。そして、強大なオスマン帝国軍と正面から戦うのではなく、各地でゲリラ戦を行いヒジャーズ鉄道を破壊するという戦略を提案した。この提案の背景には、ヒジャーズ鉄道に対する絶えざる攻撃と破壊活動を続ければ、オスマン帝国軍は鉄道沿線に釘付けにされ、結果としてイギリス軍のスエズ運河防衛やパレスチナ進軍を助けることができるという目論見があった。

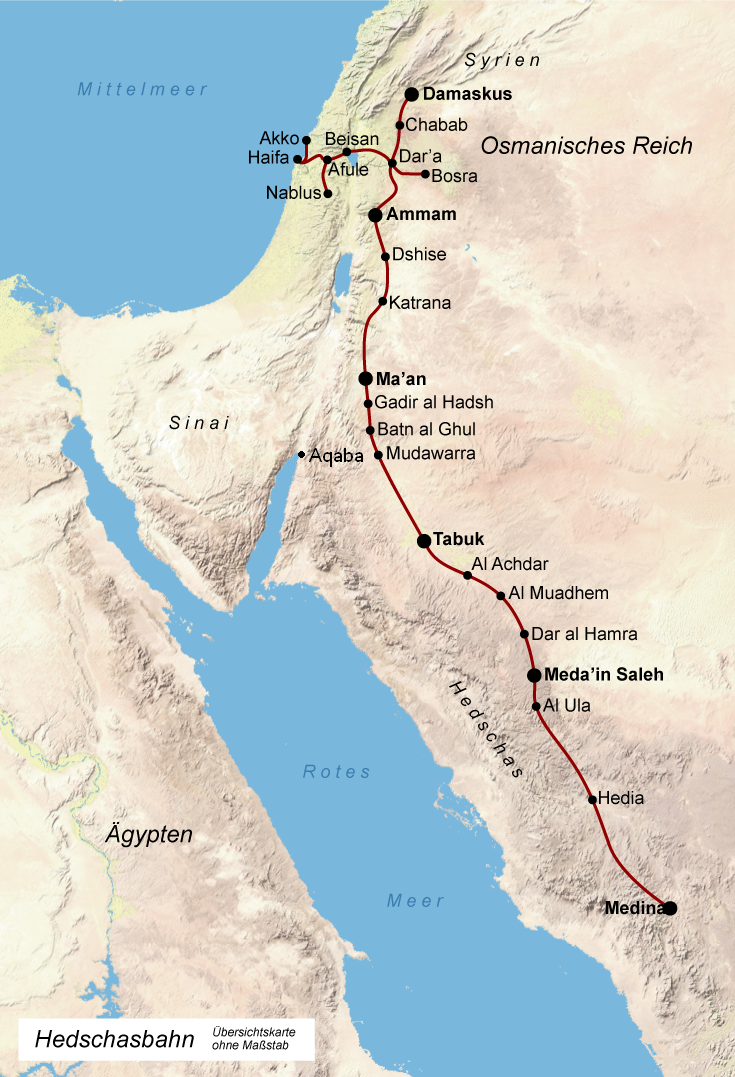
ヒジャーズ鉄道

1917年、ロレンスとアラブ人の部隊は紅海北部の海岸の町アル・ワジュの攻略に成功した。これによりロレンスの思惑通り、オスマン帝国軍はヒジャーズの中心であるメッカへの侵攻をあきらめ、メディナと鉄道沿線の拠点を死守することを選んだ。続いてロレンスは、戦略的に重要な場所に位置するにもかかわらず防御が十分でなかったアカバに奇襲し、陥落させた。この功により、ロレンスは少佐に昇進している。
1918年、ロレンスはダマスカス占領に重要な役割を果たしたとして中佐に昇進する。大戦が終わりに近づく中、従軍記者のローウェル・トーマスと彼のカメラマンは、ロレンスの写真と映像を記録している。

### 戦後
戦争終結後、ロレンスはファイサル1世の調査団の一員としてパリ講和会議に出席する。1921年1月からは、植民地省中東局・アラブ問題の顧問として同省大臣のウィンストン・チャーチルの下で働いた。1921年3月21日にカイロ会議に参加した。

### 空軍に再入隊
1922年8月には「ジョン・ヒューム・ロス」という偽名を用いて空軍に二等兵として入隊するが、すぐに正体が露呈し1923年1月に除隊させられる。同年2月、今度は本名を「T・E・ショー」に改めて、陸軍戦車隊に入隊する。しかしロレンスはこの隊を好まず、空軍に復帰させてくれるよう何度も申請し、1925年にこれが受理された。その後は1935年の除隊までイギリス領インド帝国やイギリス国内で勤務した。

### 事故死

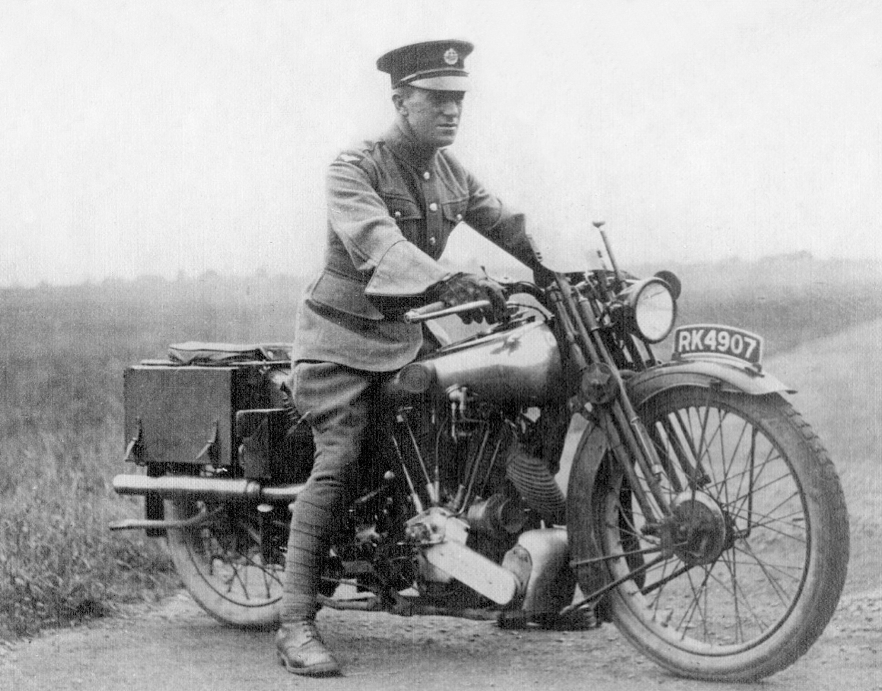
オートバイ(「ジョージ(George)」)に乗るロレンス

除隊から2ヶ月後の1935年5月13日、ロレンスはブラフ・シューペリア社製のオートバイを運転中、自転車に乗っていた2人の少年を避けようとして事故を起こして意識不明の重体になり、6日後の5月19日に死去した。46歳だった。ロレンスの墓所はドーセット州モートンの教会に現存する。

### 中東のその後
オスマン帝国はトルコ民族国家のトルコ共和国となり、エジプト、シリア、イラク、アラビア半島、マグリブを放棄せざるを得なくなった。これらのトルコ共和国に含まれなかった地域は、西欧諸国の植民地となった後、西欧諸国によって人工的な国境線を決められ独立を果たしたが、4世紀の間続いた「オスマン帝国の平和」は崩れ、現在に至るまで十字軍、モンゴル帝国、ティムールの襲来以来の政治的混乱が続いている。

## 人物･エピソード
- ロレンスは生涯独身を貫いた。やもめ暮らしで食事の後片づけを省略するために、ピクニック用の紙製の食器を用いた。
- 西欧諸国でロレンスは映画『アラビアのロレンス』で描かれているような「アラブ諸国の独立に尽力した人物（アラブ人にとっての英雄）」として認識されているが、アラブ側からは「中東における行動は一貫してイギリスの国益のためのものだった（アラブ側を利用していた）」とする指摘もある。
- ロレンスは自伝にて、戦時中に変装し潜り込んだ地で敵に拘束され苦しい拷問の末、快感を覚えるようになったと告白している[4]。しかし、戦争が終わった後に拷問の機会は訪れることは無いため、わざわざ人を雇って自分を鞭で打たせている[5]。
- ベトナム戦争当時、圧倒的なアメリカ軍の物量の前に、北ベトナム軍や南ベトナム解放民族戦線では一部、ロレンスのアラブでのゲリラ戦が参考にされ、その著書「知恵の七柱」も読まれていたとされている。
- 無名の一将校から英雄的な存在として広く人々に認識されるようになったものの、本人はその煩わしさに辟易していた面もあったようで度々偽名を用いるなどしていた。また「当代一流の人物」と賞賛される一方で「目立ちたがり」「露出狂」などの非難も多く、毀誉褒貶の激しい人物としても知られている。
- 探検家のパーシー・フォーセットがアマゾンのジャングルに眠る失われた都市Zを求めていた頃、ロレンスは次のZ探索隊に自分を加えて欲しいと彼に頼み込んでいたが、砂漠での経験があるとしてもジャングル探検では実績がないことなどを理由に断られている[6]。

## 著書
- Lawrence, T. E. (2008), Seven Pillars of Wisdom, Random House, ISBN 978-0-09-951178-6
  - 柏倉俊三訳 『知恵の七柱』 平凡社〈東洋文庫〉全3巻※、1969-1971年

ロレンス自身により原稿の約25％を削った「簡約版」（初版1926年）
  - 『完全版 知恵の七柱』（ジェレミー・ウィルソン編）

田隅恒生訳注、平凡社〈東洋文庫〉全5巻※、2008-2009年
  - 抜粋版『砂漠の反乱』 柏倉俊三訳（角川文庫、1966年、復刊1989年。改版・角川文庫ソフィア、1994年）。ISBN 978-4043145010
  - 抜粋版『砂漠の反乱』 小林元訳（中公文庫、2001年、改版2014年※）ISBN 978-4122059535
　初刊は柏倉・小林共訳『沙漠の叛乱』（地平社（上下）、1942年）
  - 『砂漠の反乱』 安引宏訳（グーテンベルク21※で再刊、2011年）

## ロレンスを扱った作品
※は電子書籍で再刊（上記の著書も）

### 書籍
伝記
- 『アラビアのロレンス』 中野好夫（岩波新書、1940、改訂版1963※）／『中野好夫集 7』（筑摩書房、1984）
- 『アラビアのロレンス』 ロバート・グレーヴス（小野忍訳、平凡社東洋文庫、1963、ワイド版2003／平凡社ライブラリー※、2000／角川文庫（縮約版）、1970、改版1995）
- 『アラビアのロレンス』 ロバート・ペイン（沢崎順之助訳、筑摩書房<ノンフィクション・ライブラリー>、1963）. NCID BN1594218X
- 『アラビアのロレンスの秘密』 P.ナイトリイ、C.シンプスン（村松仙太郎訳、早川書房、1971／ハヤカワ文庫NF、1977、新装版1989）
- 『アラブが見たアラビアのロレンス』 スレイマン・ムーサ（牟田口義郎・定森大治訳、リブロポート、1988／中公文庫、2002）
- 『アラビアのロレンス』 ジェレミー・ウィルソン（山口圭三郎訳、新書館、1989）、図版での解説
- 『アラビアのロレンスを探して 揺れる英雄像』 スティーヴン・タバクニック、クリストファー・マセスン（八木谷涼子ほか訳、平凡社〈20世紀メモリアル〉、1991）
- 『アラビアのロレンスを求めて』 牟田口義郎（中公新書、1999）
- 『「アラビアのロレンス」の真実　新『知恵の七柱』論』 田隅恒生（平凡社、2013）
- 『ロレンスがいたアラビア』 スコット・アンダーソン（山村宜子訳、白水社（上下）、2016、新版2025）
- 『アラビアのロレンス T・E・ロレンスを探し求めて』 ラヌルフ・ファインズ（小林政子訳、国書刊行会、2025）

人物論ほか
- 『行動的精神の軌跡 冒険者の肖像』 ロジエ・ステファン（竹内書店「竹内選書」、1972）
- 『冒険家の肖像 T.E.ロレンス、マルロー、フォン・ザロモン』 ロジェ・ステファーヌ（冨山房百科文庫、1978）、上記の別訳
- 『裸のローレンス アラビアのローレンスの虚像と実像』 デズモンド・スチュアート（講談社文庫（上下）、1980）
- 『アウトサイダー』 コリン・ウィルソン（中村保男訳、集英社文庫、1988／中公文庫（上下）、2012）、ロレンス論を収む
- 『アラビアのロレンスと日本人』 牟田口義郎（NTT出版、1997）
- 『T.E.ロレンス書誌』 八木谷涼子（自費出版　1993）、本人のHPに詳細な文献紹介がある。
- 『T・E・ロレンス』 神坂智子による漫画作品（新書館 全7巻、1985～1988）
- 『さらば古きものよ』ロバート・グレーヴズ（工藤政司訳、岩波文庫（上下）、1999) - 自伝で、第28章（下）に友人としての回想

考古学(Archaeology)
- “The Wilderness of Zin” C.L.Woolley and T.E.Lawrence (Palestine Exploration Fund 1915, Jonathan Cape Ltd. London 1936)
- 『聖書と考古学 第5章 考古学者のパレスチナ探検』 高橋乙治 (日曜世界社　1931)
- 『考古学資料発見と聖書』（パレスタイン篇） 高橋乙治 (聖地考古学研究所　1939)
- 『イギリスとロレンスとアラビア 第1章 運命の序曲』 小林元(博文館　1941)
- 『古代文化の光』第3章　Jack　Finegan、三笠宮崇仁ほか訳(岩波書店　1955)　のち増補新版
- 『少年少女世界の名著　アラビアのロレンス　1．青年考古学者』中野好夫(講談社　1966)
- “Crusader　Castles” T.E.Lawrence　(Oxford University Press Oxford 1988)
- “Catalogue of Ancient Near Eastern Seals In The Ashmolean Museum” Vol.Ⅲ　Briggs　Buchanan　and P.R.S.Moorey (Oxford 1988)
- 『明教 第33号』「松山で考古学を志した頃」 久米雅雄（愛媛県立松山東高等学校　2003)
- 『立命館大学考古学論集Ⅲ』「東西印章史論序説」 久米雅雄(考古学論集刊行会　2003)
- 『日本印章史の研究』（博士学位論文）序　久米雅雄  [Dr.Kume Masao] (雄山閣　2004)
- 『アジア印章史概論』第1章「アジア印章史」論序説 久米雅雄(大阪商業大学博物館　2008, Revised Edition　錫安〔Shakuan〕印章文化研究所　2012)
- 『Digging Up～立命館大学文学部考古学コース年報～第22冊』「アラビアのロレンスと考古学と印璽学」　久米雅雄（立命館大学文学部日本史学専攻考古学コース　2012）
- 『明教 第43号』「あれからの10年、そしてこれからの願い」　久米雅雄（愛媛県立松山東高等学校　2013）
- 『はんこ』 久米雅雄（ものと人間の文化史178：法政大学出版局　2016）

### 映像作品
- 『アラビアのロレンス』（Lawrence of Arabia） （イギリス、アメリカ映画, 1962年）。1989年に完全版が公開。
- 『ロレンス1918』（A Dangerous Man: Lawrence After Arabia） 、イギリスのテレビドラマ（1990）
- 『インディ・ジョーンズ/若き日の大冒険』、第1話において登場。インディ・ジョーンズが考古学者を志すきっかけを作った人物として描かれる。
- 『アラビアの女王 愛と宿命の日々』（Queen of the Desert）(アメリカの映画　2015年)　イラク王国建国に携わったイギリス人女性ガートルード・ベルの伝記映画で、ロレンスとの交流が描かれた。
- 『映像の世紀バタフライエフェクト』　砂漠の英雄と百年の悲劇

### ゲーム
- BATTLEFIELD1 キャンペーン「記されぬ言葉」: オスマン帝国支配下のメソポタミアでは、アラブ民族がその圧政に抵抗していた。家族を奪われたベドウィンの女性戦士ザラ・グフランは、アラビアのロレンスと謳われたイギリス軍の将校トーマス・エドワード・ロレンスの協力を経て、オスマン帝国軍の装甲列車破壊工作を開始する。